# Tortum
Tortum ist eine Stadt im gleichnamigen Landkreis der türkischen Provinz Erzurum und gleichzeitig ein Stadtbezirk der 1993 geschaffenen Büyükşehir belediyesi Erzurum (Großstadtgemeinde/Metropolprovinz).
Der Landkreis Tortum liegt im Norden der Provinz und grenzt mit einem kleinen Teil an die Provinz Artvin, die nächsten Kreisstädte sind Uzundere im Norden und Narman im Osten. Richtung Norden fließt der Tortum Çayı mitten durch das Gebiet. Der Fluss verbreitert sich etwa 40 Kilometer nördlich der Stadt zum Stausee Tortum Gölü, bevor er in den Oltu Çayı mündet. Die Berge, die am Rand der Ebene steil aufsteigen, erreichen Höhen von über 2500 Metern.
Der Ilçe liegt etwa 50 Kilometer nördlich des Zentrums von Erzurum am Ostufer des Flusses direkt unter einem der Felsberge. Die sternförmig vom weiten Platz vor dem Rathaus ausgehenden Straßen bilden das kompakte Geschäftszentrum. Laut Stadtlogo wurde Tortum 1927 in den Status einer Gemeinde erhoben.
Tortumkale ist eine Festung aus georgischer Zeit im gleichnamigen Dorf, das ab dem Abzweig von der Hauptstraße etwa fünf Kilometer nördlich der Stadt nach weiteren sechs Kilometern in einem Bergtal Richtung Westen zu erreichen ist. Eine große Bastion stammt möglicherweise aus dem 19. Jahrhundert. Die Außenmauern verlaufen unregelmäßig entlang der Spitze eines isoliert stehenden Hügels. Ab 1978 begann eine teilweise Restaurierung. Der İlçe lag in der Bevölkerungsstatistik von (Ende) 1980 an siebtletzter Stelle.
Ende 2020 lag Tortum mit 21.661 Einwohnern auf dem 12. Platz der bevölkerungsreichsten Landkreise in der Provinz Erzurum. Die Bevölkerungsdichte liegt mit 15 Einwohnern je Quadratkilometer unter dem Provinzdurchschnitt (30 Einwohner je km²).

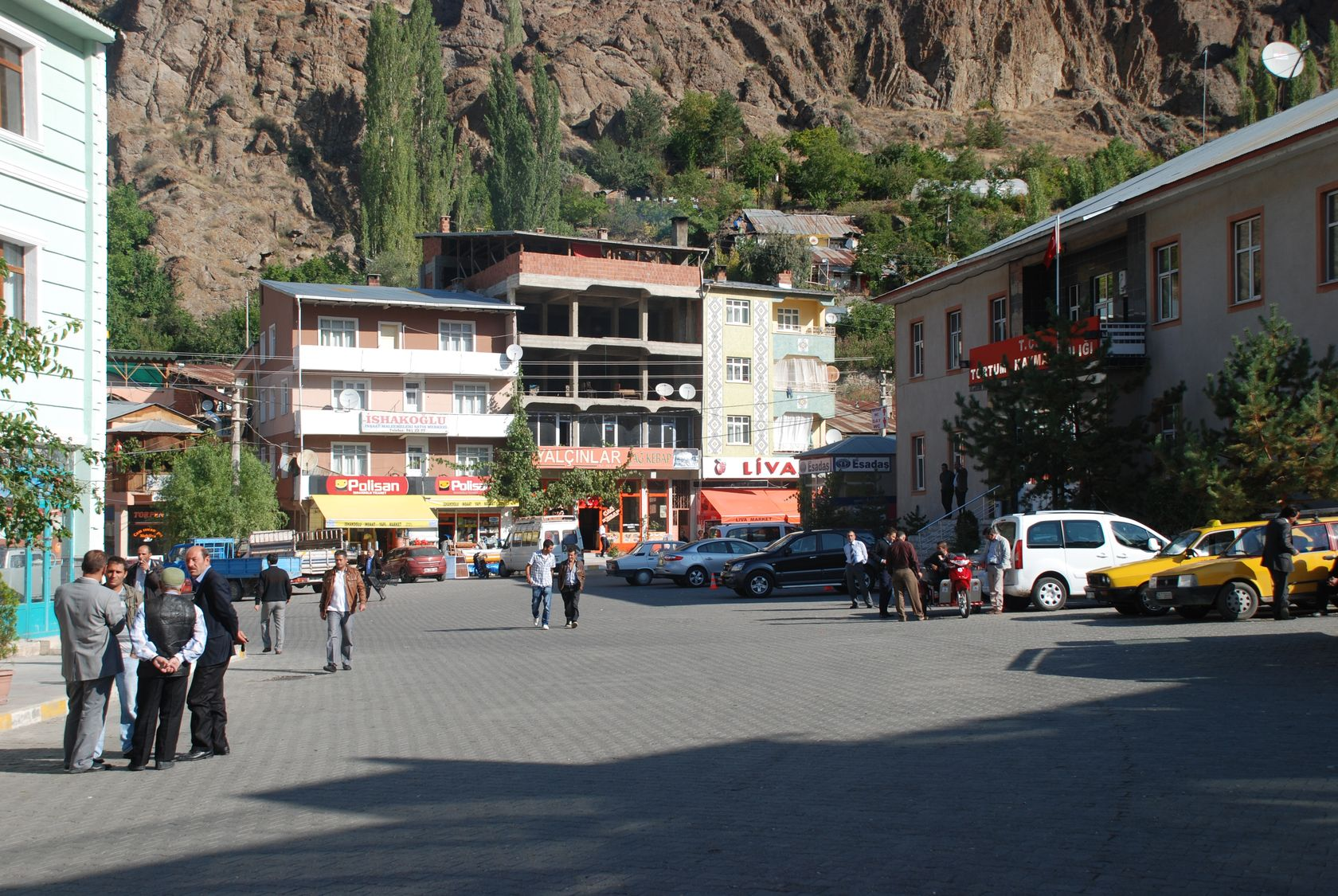
Zentraler Platz vor dem Rathaus